# Ljusdal (comuna)
Ljusdal (em sueco: Ljusdals kommun;  PRONÚNCIA) é uma comuna da Suécia localizada no noroeste do condado de Gävleborg. Sua capital é a cidade de Ljusdal. Possui 5 257 quilômetros quadrados e segundo censo de 2020, havia 18 867 habitantes.
A comuna está quase toda situada na província histórica da Hälsingland. Uma pequena parcela no sudoeste fica todavia em Dalarna, estando aí localizado o Parque Nacional de Hamra.
O terreno é geralmente acidentado, com altitudes da ordem dos 400-600 metros acima do nível do mar. Está revestido de florestas, havendo numerosos pântanos, particularmente na parte ocidental. 

Comuna de Ljusdal
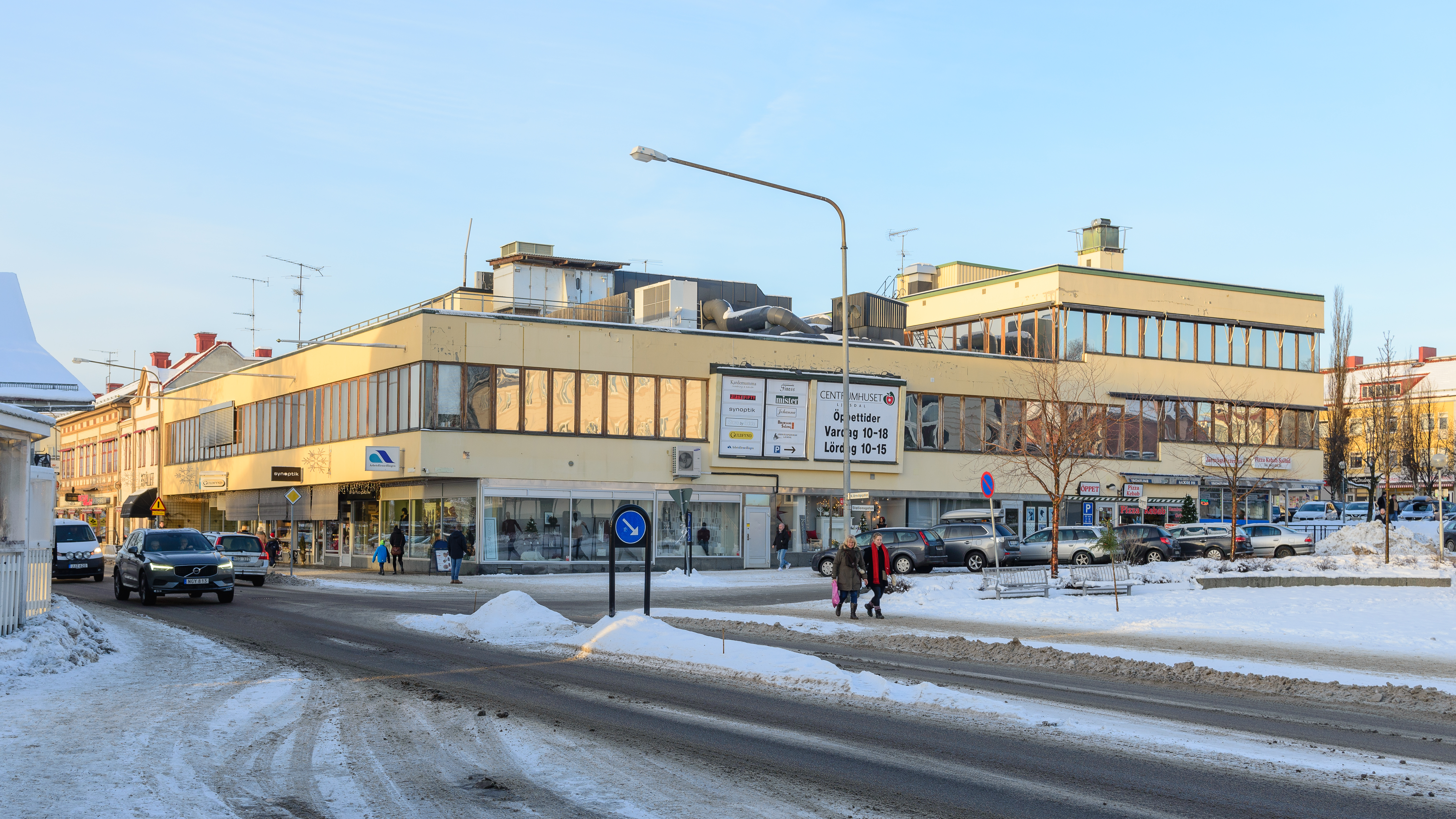
Centro comercial de Ljusdal
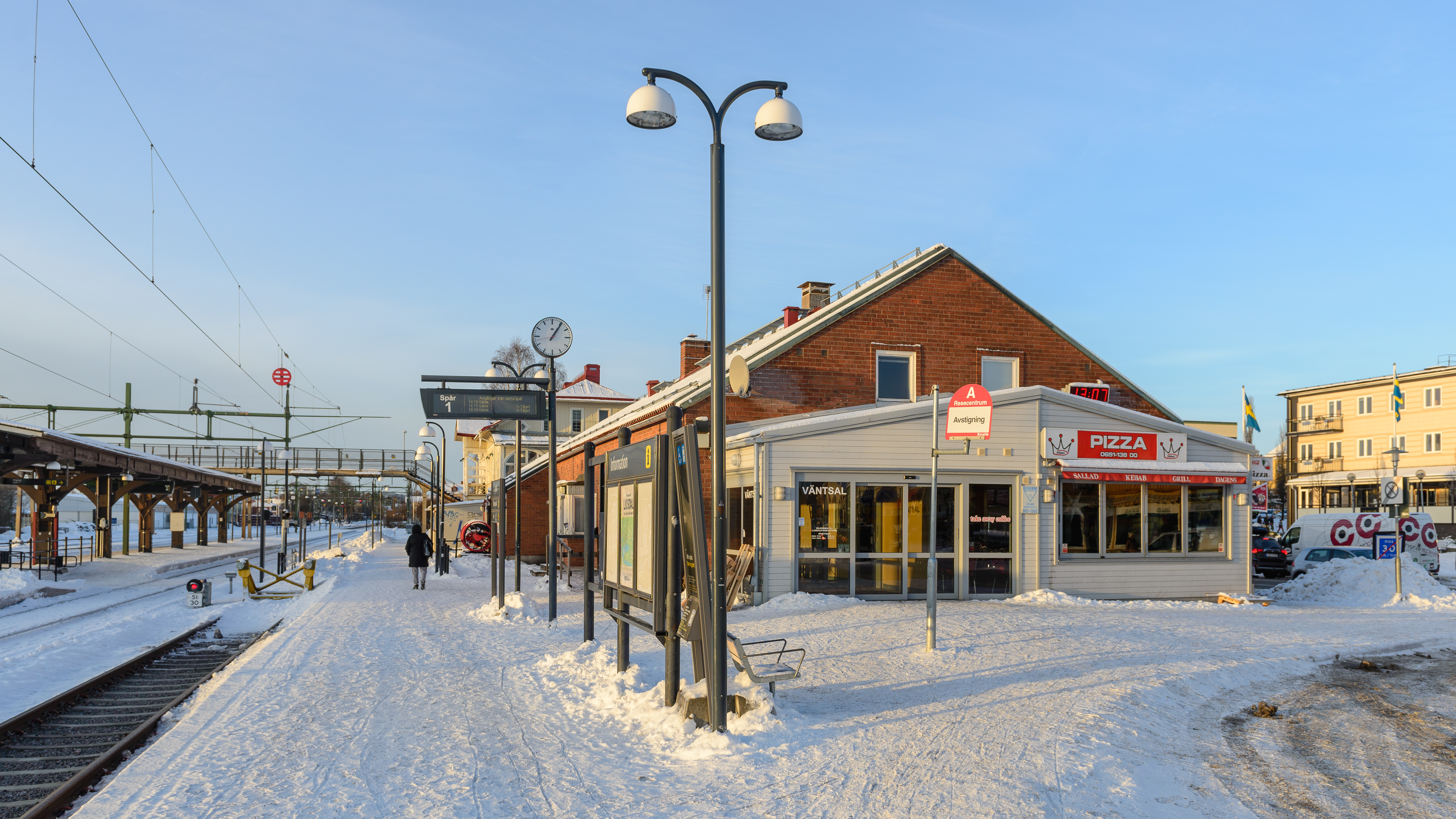
Estação ferroviária de Ljusdal
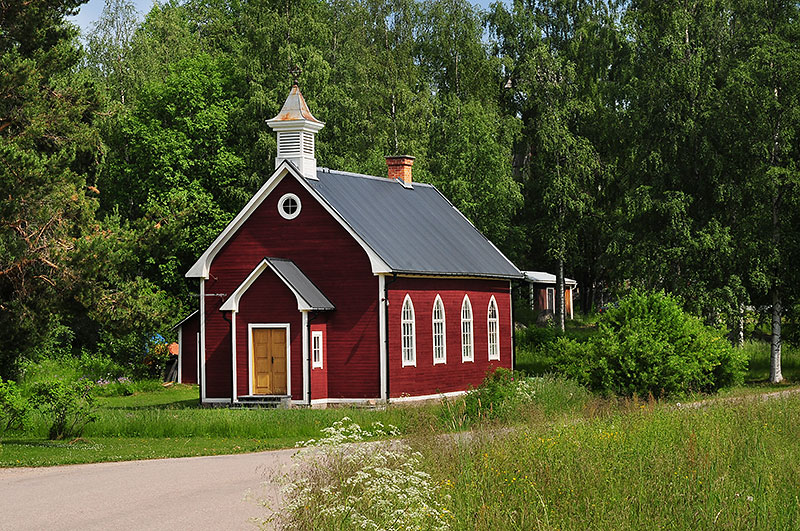
A antiga capela de Fågelsjö, atualmente habitação particular
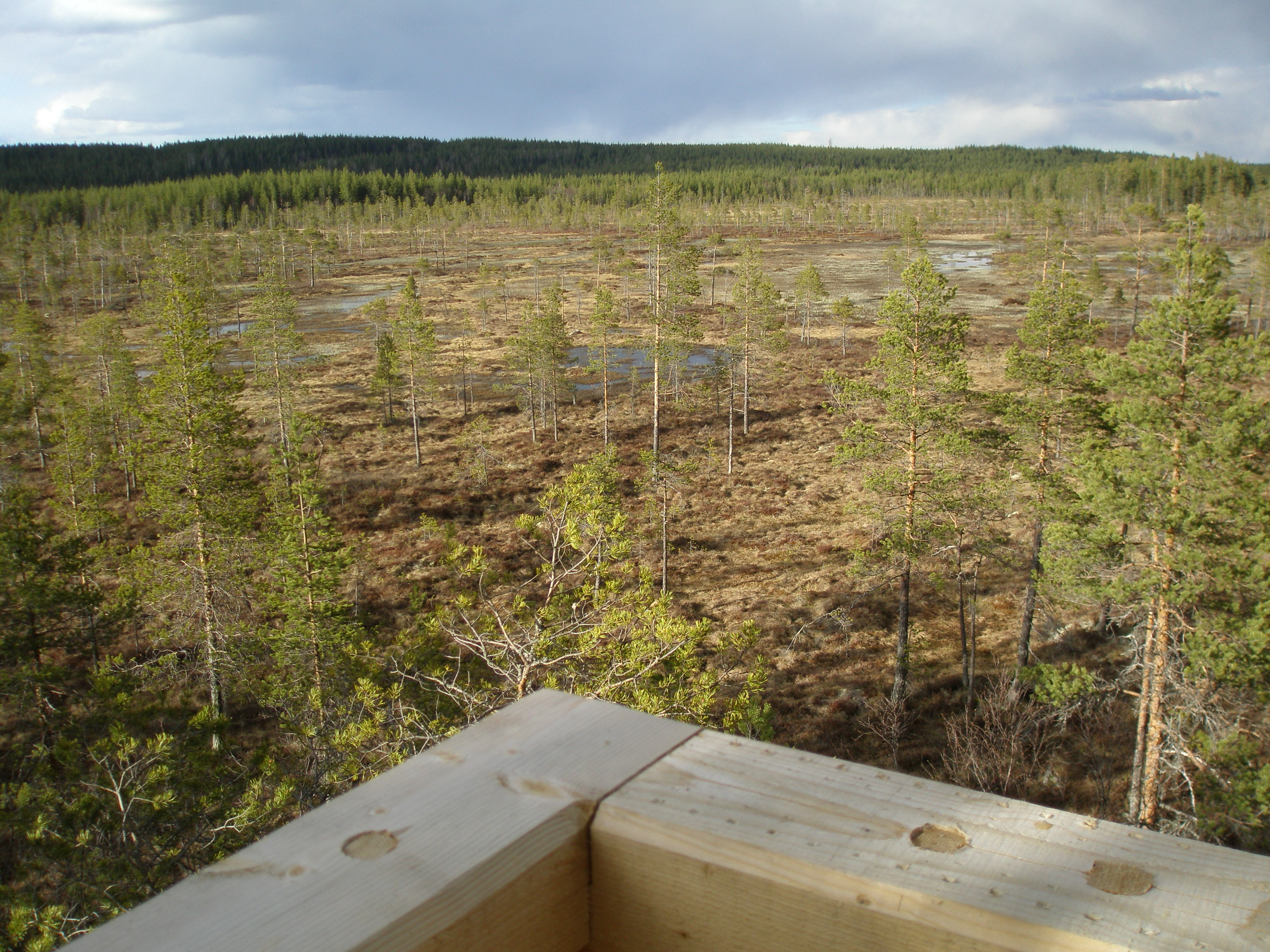
Pântanos no Parque Nacional de Hamra